# 1924 Хорус
1924 Хорус (енгл. 1924 Horus) је астероид главног астероидног појаса са пречником од приближно 12,28 km.
Афел астероида је на удаљености од 2,647 астрономских јединица (АЈ) од Сунца, а перихел на 2,031 АЈ.
Ексцентрицитет орбите износи 0,131, инклинација (нагиб) орбите у односу на раван еклиптике 2,734 степени, а орбитални период износи 1307,366 дана (3,579 године).
Апсолутна магнитуда астероида је 12,80 а геометријски албедо 0,088.
Астероид је откривен . 1949. године.